# Бьёркская десантная операция
Бьёркская десантная операция — десантная операция советского Балтийского флота по захвату островов Бьёркского архипелага, проведённая 20 — 25 июня 1944 года во время Выборгско-Петрозаводской операции в ходе Великой Отечественной войны.

## Планирование и подготовка операции
В ходе Выборгской операции войска Ленинградского фронта (командующий генерал армии, с 18 июня Маршал Советского Союза Л. А. Говоров) к 16 июня очистили от финских войск (армия «Карельский перешеек», командующий Леннарт Карл Эш) район Койвисто (ныне Приморск) и с тяжелыми боями приближались к Выборгу (взят 20 июня). При этом занятые финскими войсками острова Бьёркского архипелага (Бьёркезунд, ныне острова Берёзовые) оказались в тылу наступавших советских войск, возникла угроза высадки вражеских десантов и разведгрупп. Кроме того, эти острова закрывали проход Балтийского флота в Выборгский залив, что исключало поддержку с моря наступавших советских войск. Для устранения этих угроз 19 июня 1944 года Л. А. Говоров приказал Балтийскому флоту занять острова Бьёркского архипелага. Отмечалось, что ввиду упорного сопротивления противника на сухопутном фронте операция должна быть выполнена силами самого флота. Предвидя выполнение этой задачи, командование флота ещё с 17 июня начало стягивать средства высадки в исходные пункты, на острова производились высадки разведгрупп. Было выполнено траление подходов к островам (выловлено и уничтожено 202 морские мины). На действия в архипелаге были переориентированы основные силы авиации флота.
Операция производилась путём последовательной высадки десантов на острова.
Руководство операцией было возложено на командующего Кронштадтским морским оборонительным районом вице-адмирала Ю. Ф. Ралля. Ему были подчинены бригада шхерных кораблей (4 канонерские лодки, 8 морских бронекатеров, 16 сторожевых катеров, 28 тендеров, 18 катеров-дымзавесчиков, дивизион катеров-тральщиков) и 260-я отдельная бригада морской пехоты (около 1500 человек).
Финское командование также осознавало угрозу гарнизону островов (около 3000 человек, 40 орудий), в связи с чем установило дополнительные минные заграждения на подходах к Транзунду и островам Бьёркё (Большой Берёзовый) и Тиуринсари (Торсари, ныне — Западный Берёзовый) и в других опасных для себя местах в архипелаге и на подходах к нему, организовало усиленные дозоры между Выборгом и Коткой. Была усилена корабельная группировка: на островах базировались или были задействованы до 100 финских и немецких кораблей (2 миноносца, 5 канонерских лодок, 5 быстроходных десантных барж, 15 сторожевых кораблей, до 50 различных катеров).

## Взятие Нервы
Ещё в ночь на 20 июня отряд катеров (10 сторожевых катеров, 7 катеров-тральщиков, 14 торпедных катеров) высадили усиленную стрелковую роту из состава 6-го отдельного полка морской пехоты на остров Нерва в 16 милях к западу от Бьёркского архипелага. Противника на острове не оказалось. Этот остров был выбран в качестве исходного пункта для дальнейших действий флота. Там была спешно организована круговая оборона, установлены береговая батарея (3 орудия 45-мм) и 6 пулемётных дзотов, оборудованы инженерные препятствия. Той же ночью у Нервы появились два немецких миноносца. Они были атакованы советскими торпедными катерами прикрытия, потопившими немецкий миноносец «Т-31» — самый крупный немецкий боевой корабль, уничтоженный надводными кораблями ВМФ СССР за всю войну (было пленено 6 членов его экипажа, 76 немецких моряков погибло и 86 было спасено финскими катерами). Стремясь вернуть важный остров, немецко-финское командование в последующие дни направило к нему отряд кораблей (миноносцы, тральщики, десантно-артиллерийские суда). Противник не решился на высадку десанта на Нерву, однако остров подвергался частым бомбардировкам, вокруг него до середины июля регулярно происходили морские бои.

## Взятие Пийсари
Утром 21 июня на самый северный остров Бьёркского архипелага Пийсари (ныне Северный Берёзовый остров) был высажен разведывательный десант (силы высадки — 8 тендеров, 1 бронекатер, 1 сторожевой катер, 3 катера-дымзавесчика, состав десанта — рота морской пехоты, 126 человек). При подходе к острову в проливе Бьёркёзунд отряд был атакован шестью бомбардировщиками Ю-88 (незначительно повреждён сторожевой катер), а затем был обстрелян береговой артиллерией с островов Бьёркё и Тиуринсари (повреждены 2 тендера и катер-дымзавесчик, все корабли продолжили выполнение боевой задачи). Около 5 часов утра десант был высажен на восточном побережье Пийсари, занят плацдарм до 800 м по фронту и до 500 м в глубину, при высадке погибло 8 морских пехотинцев. Вопреки данным разведки, на острове оказались значительные финские силы, десант был атакован тремя пехотными ротами. В целях его поддержки уже днём на плацдарм была высажена ещё одна рота морской пехоты с 1 орудием. Десант из разведывательного перерос в тактический.
В свою очередь, немецко-финское командование направило к захваченному плацдарму отряд кораблей — 4 немецких десантно-артиллерийских судна и 4 финских торпедных катера, которые начали обстрел плацдарма. В бой вступил советский морской бронекатер БК-505, была срочно вызвана штурмовая авиация. Примерно через 40 минут после начала обстрела, отряд немецко-финских кораблей был атакован с воздуха, было потоплено 1 десантно-артиллерийское судно, ещё 1 получило повреждения. Немецко-финские корабли покинули район острова (позднее авиацией был потоплен ещё 1 торпедный катер из этого отряда). Однако до исхода дня эти корабли ещё дважды пытались прорваться к месту высадки десанта, но были отбиты артогнём, наблюдались прямые попадания в них. В течение 21 июня авиация Балтийского флота выполнила 221 вылет для ударов по кораблям и силам противника на острове.
Тем не менее, бой на острове затягивался. Более того, была замечена переброска на Пийсари с Бьёрке подкреплений. Командующий операцией вице-адмирал Ралль уже планировал снятие десанта в ночь на 22 июня. Однако после доклада доставленного с острова раненого командира высадки об устойчивом положении десанта на плацдарме, адмирал изменил своё решение и приказал высадить на остров всю 260-ю бригаду морской пехоты (1453 человека, 14 орудий). Операцию под артобстрелом противника без потерь провели к 15 часам дня 22 июня три бронекатера и 16 тендеров. В 17 часов бригада начала решительную атаку, к рассвету 23 июня остров был полностью захвачен.

## Завершение операции
Осознав угрозу гарнизону архипелага, финское командование в ночь на 23 июня приступил к эвакуации своих сил с Бьёркских островов, что было выполнено им оперативно, но при потерях от советской авиации (потоплены 2 транспорта). 23 июня были высажены советские десанты на острова Бьёркё и Торсари (Тиуринсари). Находившиеся там финские подразделения прикрытия оказали незначительное сопротивление.
25 июня на остров Туппурансаари был высажен 1 взвод (56 человек). Финский гарнизон спешно эвакуировался после короткой перестрелки, бросив 2 орудия и 5 пулемётов. 27 июня высажен десант (38 человек) на остров Руонти (противника там уже не оказалось).
Таким образом, боевые действия по овладению Бьёркским архипелагом завершились к исходу 25 июня. Задачи операции были полностью выполнены. Балтийский флот получил выгодные позиции для дальнейших действий. На островах были захвачены 32 орудия калибром от 45 до 254 мм, 1 прожектор, 4 катера, 1 паровоз и 16 вагонов, 9 автомашин и тракторов, 5 складов.

## Потери сторон
При борьбе за острова в районе архипелага противник потерял (по советским данным) потопленными 17 кораблей и судов (2 миноносца, 4 транспорта, 3 сторожевых корабля, 2 сторожевых катера, 6 десантных судов) и повреждёнными 18 кораблей и судов (3 тральщика, 5 сторожевых кораблей, 2 транспорта, 4 быстроходных десантных баржи, 2 торпедных катера, 2 сторожевых катера). Было сбито 17 самолётов. Общие потери в людях составили около 300 человек.
Советские потери составили потопленными 1 катер «малый охотник» и 1 бронекатер, повреждёнными 2 тендера и 3 катера, сбито и не вернулось на аэродромы 16 самолётов. На острове Пийсаари в братской могиле было похоронено 67 десантников и моряков (в 1973 года захоронение перенесено на мемориал в Приморске). С учётом характера операции общее число погибших советских воинов немногим больше.

## Значение и уроки операции
Данная операция стала одной из первых успешных десантных операций Балтийского флота за всю войну. Победа достигнута хорошим взаимодействием десантов, морских кораблей и авиации. Операции предшествовала противоминная подготовка (разведка и расчистка фарватеров для движения десантных отрядов), что позволило избежать потерь на вражеских минах. Положительным моментом было и сосредоточение всей операцией в руках Ю. Ралля, который сам выбирал места для высадки десантов и оперативно реагировал на все изменения обстановки. Правильным решением адмирала была высадка десанта на Пийсари, овладение которым ставило на грань гибели весь гарнизон архипелага и взятие которого предопределило весь исход операции. У финской стороны надо отметить широкое применение морских сил и быструю эвакуацию основной части личного состава с архипелага. Обе стороны в борьбе за архипелаг активно использовали авиацию, на долю которой приходится основная часть потопленных и повреждённых кораблей.